# Der wahre Jacob
Der wahre Jacob est un journal satirique publié par les socialistes en Allemagne, de sa fondation en 1879 jusqu'à son interdiction par les nazis en février 1933. 
Le journal accordait une grande place au dessin, y compris en couleurs. Avant la Première Guerre mondiale, il était diffusé à plus de 300 000 exemplaires. 